# Musse Pigg på andjakt
Musse Pigg på andjakt (engelska: The Duck Hunt) är en amerikansk animerad kortfilm med Musse Pigg från 1932.

## Handling
Musse Pigg och hans hund Pluto går på andjakt. Att fånga änder visar sig inte vara en lätt uppgift, då änderna visar sig vara listigare än vad Musse och Pluto trott.

## Om filmen
Filmen är den 37:e Musse Pigg-kortfilmen som producerades och den första som lanserades år 1932.
Filmen hade svensk premiär på biografen Palladium i Stockholm den 8 maj 1933.

## Rollista
- Walt Disney – Musse Pigg
- Pinto Colvig – Pluto
- Purv Pullen – ankor
- Marion Darlington – fåglar, vissling[5]